# Болгарская церковь Святого Стефана
Це́рковь Свято́го Стефа́на (болг. Свети Стефан, тур. Aya Stefan или тур. Bulgar Kilisesi — Болгарская церковь) — православный храм в честь Первомученика Стефана, принадлежащий болгарской общине Стамбула (в юрисдикции Константинопольского патриархата). Расположенная на берегу Золотого Рога, церковь полностью изготовлена из чугуна. Один из немногих оставшихся в мире храмов из этого материала.
В истории данный храм (прежнее деревянное здание) знаменит тем, что в нём первый болгарский Экзарх Анфим 11 мая 1872 года, в день памяти святых Мефодия и Кирилла, вопреки запрету патриархии, совершил литургию, во время которой был торжественно прочитан акт о провозглашении автокефальной Болгарской церкви (см. Греко-болгарская схизма). До 1912 года церковь была главным кафедральным собором Болгарского экзархата, возвращена болгарской общине правительством Турции в 2012 году). В церковной ограде погребены болгарские церковные деятели: Иларион Макариопольский, Авксентий Велешский, Паисий Пловдивский и Парфений Зографский.

## История

### Деревянная церковь
Болгары в Османской империи после 1766 года подчинялись в церковном отношении Вселенскому патриархату, однако в XIX веке, в связи с ростом национального сознания, встал вопрос о возрождении национальной православной церкви, равно как о строительстве церковных зданий, где служба совершалась бы на церковнославянском языке (а не греческом). В 1849 году, во 2-е патриаршество Анфима IV, на нужды болгарской общины в Константинополе молдавским фанариотом болгарского происхождения князем Стефаном Богориди (греч. Στέφανος Βογορίδης; также известен как Стойко Богоров; 1775—1859) было пожертвовано деревянное здание между площадями Фенер и Балат, недалеко от резиденции Вселенского патриарха.
Церковь была освящена 9 октября 1849 года и стала одним из очагов болгарского национального возрождения.
Здесь 28 февраля 1870 года был зачитан фирман султана Абдул-Азиза, в котором болгары признавалась отдельным этносом с правом на автономную Церковь под именем «Болгарский экзархат».

### Железная церковь
После того, как первоначальное деревянное строение пострадало от пожара, было решено построить на том же месте здание больших размеров.
Указом турецкого султана от 25 июня 1890 года было разрешено строительство нового храма на месте Деревянной церкви. Основной камень нового храма заложил 27 апреля 1892 года экзарх Иосиф I.
Была выбрана железная конструкция из-за того, что грунт достаточно слабый для строительства железобетонного здания. Проект здания был создан Ховсепом Азнавуром, армянином, проживавшим в Стамбуле. В результате международного конкурса заказ на производство металлических частей здания был выигран австрийской компанией «R. Ph. Waagner». Готовые части, весящие около 500 тонн, которые были изготовлены в Вене в 1893—1896 годах, затем транспортировались в Стамбул судном через Дунай и Чёрное море. Каркас церкви был сделан из стали, а стены — из листов жести, которые были закреплены к основаниям болтами, гайками, заклёпками и сварками — всего около 4 миллионов. Сборка Железной церкви завершена 14 июля 1896 года. Из первоначальной деревянной церкви был сохранён только напрестольный камень алтаря в качестве памятника, напоминающего об исторической роли храма на протяжении полвека.
Церковь была достроена в 1898 году и освящена болгарским экзархом Иосифом 8 сентября того же года.
27 декабря 2010 года, в день святого Стефана, в церкви прошло мемориальное богослужение. Купола были накануне покрыты золотыми листами.
15 июня 2012 г. церковь была возвращена болгарской общине постановлением правительства Турции.
Церковь была отремонтирована (ремонт занял около семи лет и включал усиление несущих колонн) и торжественно открыта для посещения в январе 2018 года. На церемонии присутствовали премьер-министр Болгарии Бойко Борисов и президент Турции Р. Т. Эрдоган. Большую часть расходов по реконструкции взяла на себя турецкая сторона в рамках взаимной межгосударственной программы, по которой в Болгарии была отреставрирована мечеть Джума-джамия в Пловдиве. Реставрация обошлась в сумму около 3,5 млн евро, из которых Болгария предоставила 390 тыс. Турецкие СМИ назвали совместный проект по восстановлению церкви и встречу лидеров двух стран «символом добрососедства и толерантности».
30 сентября 2018 года прошли торжества по поводу 120-летия болгарской церкви в Стамбуле, дворе был открыт бюст Стефана Богориди, жертвователя участка для церкви.
27 декабря 2023 года, на престольный праздник храма, впервые со времени болгарского раскола литургию в нём совершил Вселенский патриарх.

## Архитектура и убранство
Здание представляет собой трёхнефную базилику крестообразной формы. Алтарь церкви обращён в сторону бухты Золотой Рог. Над притвором расположена сорокаметровая колокольня, изначально шесть колоколов которой были отлиты в Ярославле на фабрике Петра Оловянишикова. Два из них существуют по настоящее время.
Интерьер церкви создан в стиле модерн (первый пример использования этого стиля в Стамбуле). Иконостас был первоначально разработан по католическим образцам, в результате секретарь экзархата был вынужден обратиться к русским мастерам. В итоге иконостас церкви так же был создан московской фирмой Николая Ахапкина. Иконы написаны русским художником Клавдием Лебедевым.
В богатом декоре церкви присутствуют элементы неоготики и необарокко.

## Галерея
- Железная церковь Св. Стефана, 1898
- Вид с бухты Золотой Рог
- Вид со стороны входа
- Коррозия поверхности
- Иконостас